# SM U-19
SM U-19 là một chiếc tàu ngầm của Hải quân Hoàng gia Đức. Từ 1 tháng 8 năm 1914 đến ngày 15 tháng 3 năm 1916, U-19 hoạt động dưới sự chỉ huy bởi thuyền trưởng Constantin Kolbe. Trong thời gian này, nó đã không may trở thành nạn nhân U-boat đầu tiên trong Thế chiến thứ nhất khi bị chiến thuyền HMS Badger của Hải quân Hoàng gia Anh nã ngư lôi vào ngày 29 tháng 10 năm 1914. Thân của tàu đã bị hư hỏng nặng, nhưng vẫn còn có thể đi về cảng nhà và đã được sửa chữa.